# Plectiscidea lanhami
Plectiscidea lanhami är en stekelart som beskrevs av Cockerell 1941. Plectiscidea lanhami ingår i släktet Plectiscidea och familjen brokparasitsteklar. Inga underarter finns listade i Catalogue of Life.